# Czścibor
Czścibor, Ścibor, Czcibor, Cibor, Czesbor – staropolskie imię męskie. Znaczenie imienia: „walczący o cześć”, „obrońca czci”, lub „czczący walkę”. Od członów „czci-” (daw. „czści-”), „czcij”, od czcić (daw. czścić, porównaj cześć) oraz „bor-” – od daw. „borzyć” „walczyć” (porównaj „borykać się”).
Czcibor imieniny obchodzi: 9 września i 14 listopada.
Żeńskie odpowiedniki: Czcibora, Ścibora, Cibora.

## Osoby noszace to imię
- Czcibor – brat Mieszka I, zwycięzca w bitwie pod Cedynią w 972 z wojskami Hodona
- Ignacy Ścibor Marchocki – ziemianin, reformator
- Ścibor Bażyński – gubernator Prus Królewskich
- Ścibor z Gościeńczyc – biskup płocki
- Ścibor ze Ściborzyc – wojewoda siedmiogrodzki i komes komitatów górnowęgierskich (słowackich)
- Ścibor Ściborowic – możnowładca węgierski, wojewoda siedmiogrodzki, syn Ścibora ze Ściborzyc
- Ścibor z Ostaszewa – rycerz księcia Bolesława IV
- Zbigniew Ścibor-Rylski – żołnierz AK, generał